# Jorrit Hendrix
Pour les articles homonymes, voir Hendrix (homonymie).
Jorrit Hendrix, né le 6 février 1995 à Panningen, est un footballeur néerlandais qui évolue au poste de milieu défensif.

## Carrière
Le 26 janvier 2022, Hendrix est prêté avec option d'achat au Feyenoord Rotterdam jusqu'à la fin de la saison 2022-2023.

## Palmarès

### En club
- Championnat des Pays-Bas en 2015, 2016 et 2018

### En équipe nationale
- Pays-Bas -17 ans
  - Vainqueur du championnat d'Europe des moins de 17 ans en 2012